# Zimmer 483 - Live in Europe
 (août 2025).
- Si vous ne connaissez pas le sujet, laissez ce bandeau (vous pouvez alors contacter les auteurs).
- Si vous supprimez le contenu mis en cause (vous pouvez préalablement contacter les auteurs),

argumentez précisément cette suppression dans la page de discussion
(un manque de référence n'est pas un argument ; une recherche réelle de référence doit avoir été effectuée, être formellement documentée).
Albums de Tokio Hotel
Zimmer 483
(2007) Scream
(2007)
Zimmer 483 - Live in Europe est le troisième DVD du groupe allemand Tokio Hotel. Il est aussi le premier CD Live du groupe. Les deux contiennent un concert enregistré le 2 mai 2007 à Oberhausen (Allemagne). Le DVD est sorti le 30 novembre 2007 dans toute l'Europe. Il est sorti en deux versions.

## Versions

### Version Standard
Cette version contient le concert sur DVD (93 min) et le 483 European Tour Documentary (46 min).

### Version Deluxe
Cette version contient le concert sur DVD (93 min) et le 483 European Tour Documentary (46 min). Il contient également le Zimmer 483 - Live in Europe CD : 18 chansons enregistrées à leur concert à Oberhausen (78 min) et un feuillet de 20 pages.

## Titre des pistes (DVD et CD)
Les morceaux sont joués dans cet ordre lors du concert:
| #  | Titre                               | Durée |
| -- | ----------------------------------- | ----- |
| 1. | Übers Ende der Welt (Live)          | 5:12  |
| 2  | Reden (Live)                        | 2:57  |
| 3  | Ich Brech Aus (Live)                | 3:26  |
| 4  | Spring Nicht (Live)                 | 4:06  |
| 5  | Der Letzte Tag (Live)               | 4:42  |
| 6  | Wo Sind Eure Hände (Live)           | 3:56  |
| 7  | Durch Den Monsun (Live)             | 5:43  |
| 8  | Wir Sterben Niemals Aus (Live)      | 2:56  |
| 9  | Stich Ins Glück (Live)              | 4:07  |
| 10 | Ich Bin Nicht Ich (Live)            | 4:13  |
| 11 | Schrei (Live)                       | 5:13  |
| 12 | Vergessene Kinder (Live)            | 5:33  |
| 13 | Leb' Die Sekunde (Live)             | 5:16  |
| 14 | Heilig (Live)                       | 4:23  |
| 15 | Totgeliebt (Live)                   | 5:06  |
| 16 | In Die Nacht (Live)                 | 3:29  |
| 17 | Rette Mich (Live)                   | 4:16  |
| 18 | An Deiner Seite (Ich Bin Da) (Live) | 4:26  |

## Meilleure position dans les charts
| Année | DVD                         | Meilleure position dans les charts | Meilleure position dans les charts | Meilleure position dans les charts | Meilleure position dans les charts | Meilleure position dans les charts | Meilleure position dans les charts | Meilleure position dans les charts | Meilleure position dans les charts | Meilleure position dans les charts | Meilleure position dans les charts | Meilleure position dans les charts | Meilleure position dans les charts | Meilleure position dans les charts | Meilleure position dans les charts | Meilleure position dans les charts | Meilleure position dans les charts |
| Année | DVD                         | PT                                 | DE                                 | IT                                 | AT                                 | CH                                 | FR                                 | NO                                 | EE                                 | DK                                 | ES                                 | NL                                 | BE(W)                              | BE(F)                              | FI                                 | GR                                 | PL                                 |
| ----- | --------------------------- | ---------------------------------- | ---------------------------------- | ---------------------------------- | ---------------------------------- | ---------------------------------- | ---------------------------------- | ---------------------------------- | ---------------------------------- | ---------------------------------- | ---------------------------------- | ---------------------------------- | ---------------------------------- | ---------------------------------- | ---------------------------------- | ---------------------------------- | ---------------------------------- |
| 2007  | Zimmer 483 - Live In Europe | 1                                  | 2                                  | 2                                  | 3                                  | 34                                 | 1                                  | 1                                  | 6                                  | 1                                  | 2                                  | 5                                  | 2                                  | 1                                  | 2                                  | 7                                  | 3                                  |